# Naab
De Naab is een rivier in Beieren, Duitsland, en een linkerzijrivier van de Donau. Hij is zo'n 197 km lang, inclusief de 99 km lange Waldnaab, de langste bronrivier.

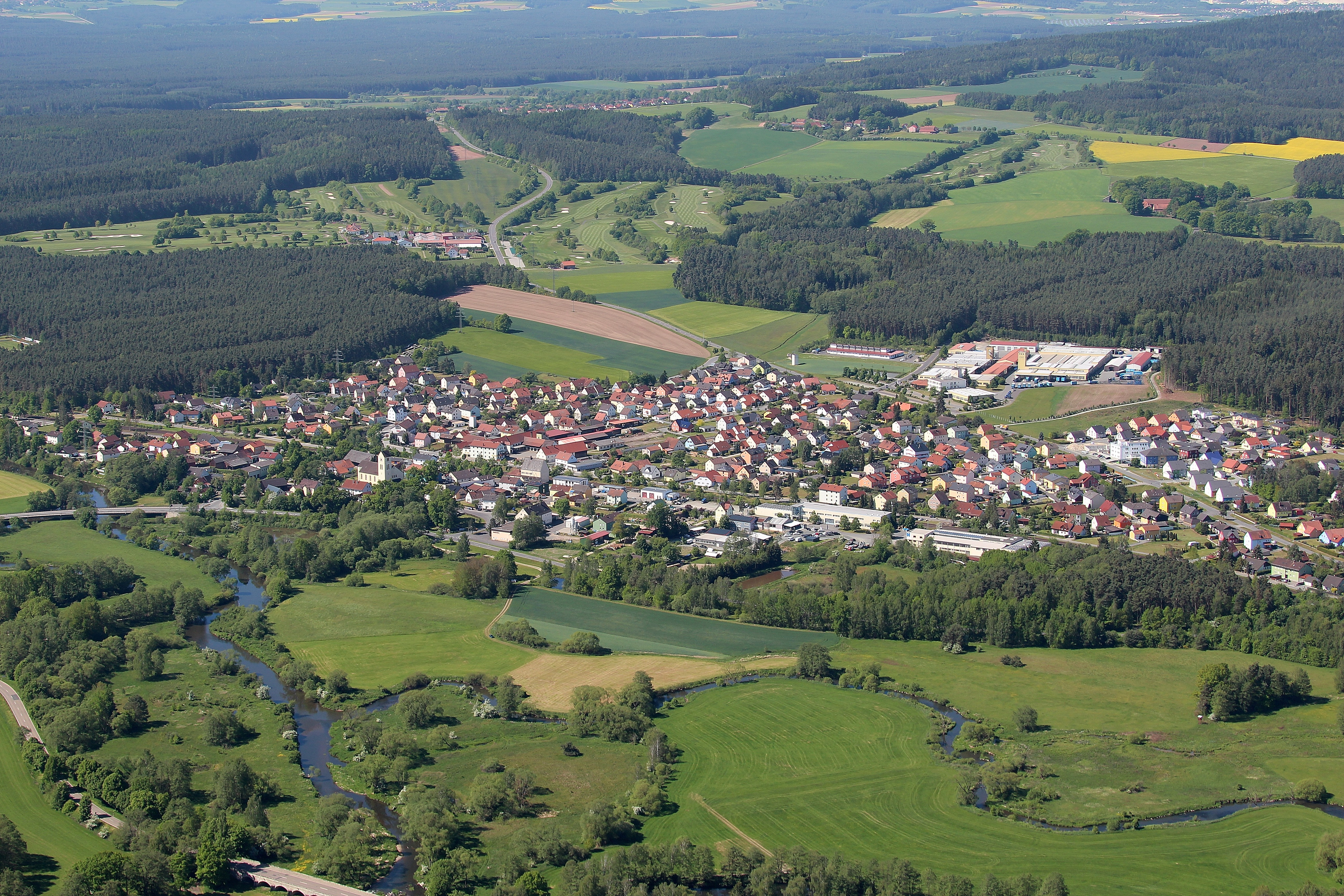
Samenvloeiing Haidenaab en Waldnaab tot de Naab bij Luhe-Wildenau

De Naab ontstaat door de samenvloeiing van de Waldnaab en de  69 km lange Haidenaab in Luhe-Wildenau, ten zuiden van Weiden in der Oberpfalz. Hij vloeit over het algemeen zuidwaarts, door de plaatsen Nabburg, Schwandorf en Burglengenfeld. Hij mondt uit in de Donau bij Regensburg.
De bron van de Waldnaab bevindt zich in het Bohemer resp. Beierse Woud op de Duits-Tsjechische grens. De Haidenaab ontspringt in het Fichtelgebergte, evenals een derde bronrivier die de naam Naab draagt: de Fichtelnaab, die uitmondt uit in de Waldnaab, voordat deze zich met de Haidenaab en Robonaab verenigt.
Afgezien van een kort stukje bij de monding in de Donau bij Regensburg, is de Naab niet bevaarbaar voor de beroepsscheepvaart.
Grote delen van de Naab en haar oeverzones zijn natuurreservaat.
- Gemeinsame Normdatei: 4041010-9
- Virtual International Authority File: 248070518